# Anestis Delias
Anestis Delias (griechisch Ανέστης Δελιάς, Künstlername Artemis (Αρτέμης); * 1912 in Smyrna; † 31. Juli 1944 in Athen) war ein griechischer Bouzoukispieler und Mitglied in dem bekannten Rembetikoquartett I Tetras i Xakousti tou Peiraios (Η τετράς η ξακουστή του Πειραιώς).

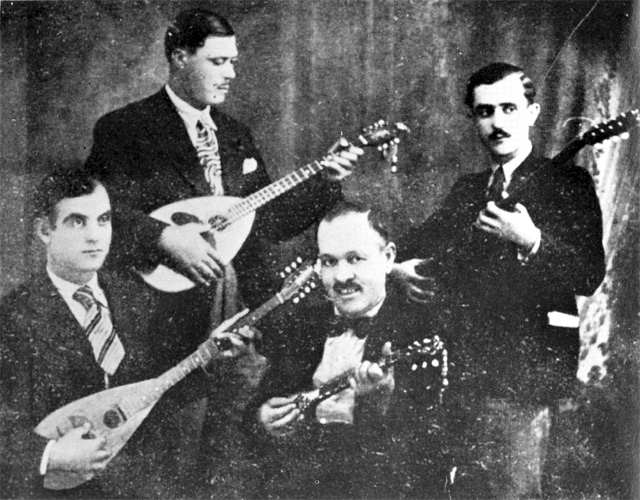
A. Delias, G. Batis, M. Vamvakaris, S. Pagioumtzis (Mitte 1930)

Sein Vater war ein bekannter Santuri-Spieler in Smyrna und betrieb nebenher einen Schuhmacherladen. Anestis hatte zwei jüngere Schwestern. Nach dem Griechisch-Türkischen Krieg kam die Familie 1922 nach Athen. Anestis war ein sehr talentierter Musiker. Sein Vater lehrte ihn Gitarre spielen. Mit Beginn der 1930er Jahre wechselte er das Instrument und begann Bouzouki und Baglamas zu spielen. Zusammen mit Markos Vamvakaris, Giorgos Batis und Stratos Pagioumtzis gründete er 1934 die Rembetiko Kompania I Tetras i Xakousti tou Peiraios (Η τετράς η ξακουστή του Πειραιώς). Dieses Quartett beeinflusste die nachfolgenden Musiker- und Komponistengenerationen. In Vourlo lernte er 1937 die heroinsüchtige Prostituierte Katerina kennen. Während der Metaxas-Diktatur weigerte er sich, zensierte Versionen seiner Lieder aufzunehmen. Er wurde wegen Drogensucht auf die Kykladeninsel Ios verbannt, wo er Michalis Jenitsaris kennenlernte. Zurück in Athen steigerte sich sein Drogenkonsum bis zur täglichen Heroindosis, so dass er weder arbeiten noch Musik spielen konnte. Am Morgen des 31. Juli 1944 wurde er tot auf der Straße aufgefunden.
Er ist der einzige bekannte Rembetikomusiker, der am Drogenkonsum starb.

## Musik
- Rembetika - Manges Passion Drugs Jail Desease Death / Songs of the Greek Underground 1925-1947 TRIKONT US-0293